# Cot Mane (Baktiya)
Cot Mane is een bestuurslaag in het regentschap Aceh Utara van de provincie Atjeh, Indonesië. Cot Mane telt 348 inwoners (volkstelling 2010).